# 华盛顿领地
华盛顿领地（英語：Territory of Washington），美国历史上的合并建制领土之一，存续时间为1853年3月2日至1889年11月11日。华盛顿领地析置自俄勒冈领地的北部。1889年11月11日，华盛顿领地以华盛顿州身份加入联邦。